# BMW N73
Der N73 ist ein 12-Zylinder-V-Motor des Automobilherstellers BMW mit Direkteinspritzung (maximaler Druck 120 bar).
Der Zylinderbankwinkel beträgt 60°. Das Kurbelgehäuse in Open Deck-Bauweise besteht wie beim Vorgänger aus einer Aluminium-Silicium-Legierung ("Alusil"), wobei die Zylinderbohrungen abschließend mit einem Ätzverfahren behandelt sind. Die Zylinderbohrung beträgt bei der 6,0 L-Grundversion 89,0 mm, der Hub 80,0 mm. Die Kurbelwelle mit 12 Gegengewichten besteht aus Schmiedestahl. Die Kolben bestehen aus Aluminiumguss, der mit Stahl beschichtet ist. Für die Zylinderköpfe wurde Aluminiumguss verwendet. Der N73 verfügt über Vierventiltechnik und die vollvariable Ventilsteuerung die bei BMW „Valvetronic“ bezeichnet wird. Damit wird der Benzinverbrauch des Motors um bis zu 10 % gesenkt (Angabe BMW). Eine Kette treibt die obenliegenden Nockenwellen an.
Eine Rollenkette treibt die zweistufige Ölpumpe an, der Wasserpumpenantrieb erfolgt per Riemen.
Die B60-Variante läuft mit zwei MED 9.2.1-Motorsteuergeräten.

## Nicht-Serien-Varianten
Zwischen 2005 und 2007 wurden 100 mit Wasserstoff betriebene N73-Exemplare produziert. Sie haben für den Wasserstoff spezielle Einblasventile im Saugrohr. Da Wasserstoff die schmierende Wirkung des Benzin-Luft-Gemisches fehlt, werden weiter Ventilsitzringe aus speziellem Material benötigt. Da auch die Verbrennung nicht der von Benzin entspricht und schneller verläuft, ist auch die Motorsteuerung angepasst.
Einsatz fanden diese Motoren im BMW Hydrogen 7 und in dem handgeschalteten Wasserstoffprototypen BMW H2R.
Vom N73-Motor wurde wie von seinem Urahnen dem BMW M70 eine V16-Variante angefertigt. Diese 9.0 V16-Variante wurde testweise in einem Rolls-Royce-Chassis verwendet und nicht in einem BMW wie in der Studie BMW „Goldfisch“. Das Fahrzeug wurde in einem Film eingesetzt (siehe Trivia), in Serie wurde die V16-Variante nicht hergestellt.

## Daten
| Motor  | Hubraum           | Bohrung × Hub     | Gewicht | Verdichtung | Leistung bei 1/min       | Drehmoment bei 1/min | Fahrzeuge   | Bauzeit   |
| ------ | ----------------- | ----------------- | ------- | ----------- | ------------------------ | -------------------- | ----------- | --------- |
| N73B60 | 6,0 l (5972 cm³)  | 89,0 mm × 80,0 mm | 280 kg  | 11,3 : 1    | 327 kW (445 PS) bei 6000 | 600 Nm bei 3950      | BMW         | 2003–2008 |
| N73B67 | 6,75 l (6749 cm³) | 92,0 mm × 84,6 mm |         | 11,0 : 1    | 338 kW (460 PS) bei 5350 | 720 Nm bei 3500      | Rolls-Royce | seit 2003 |

## Verwendung
N73B60
- 2003–2008 im BMW E65 760i
- 2003–2008 im BMW E66 760Li
- 2004 im BMW H2R
- 2005–2007 im BMW E68 Hydrogen 7

N73B67
- seit 2003 im Rolls-Royce Phantom (RR01)
- seit 2007 im Rolls-Royce Phantom Drophead Coupé (RR2)
- seit 2008 im Rolls-Royce Phantom Coupé (RR3)

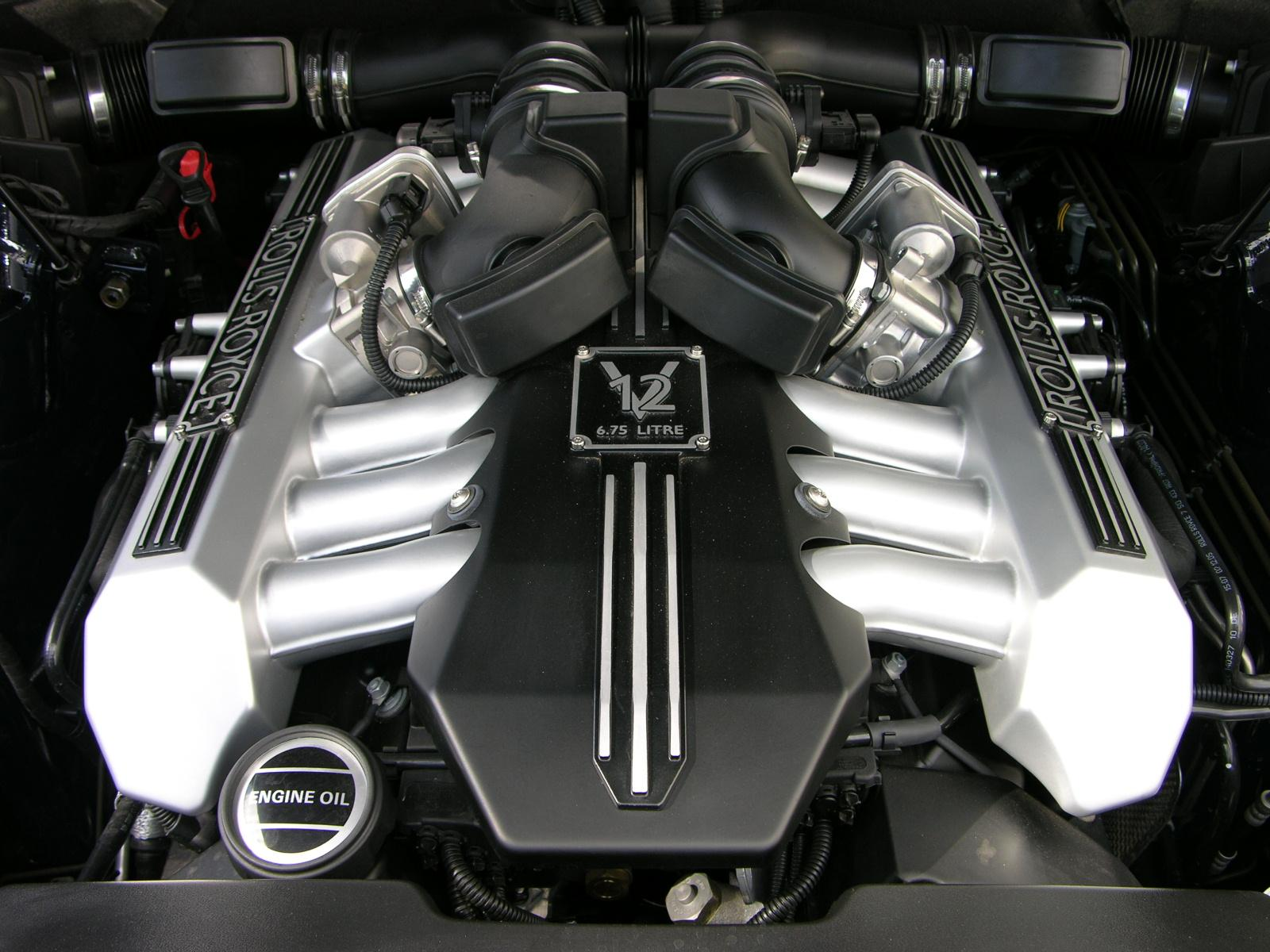
N73B68 im Rolls-Royce Phantom
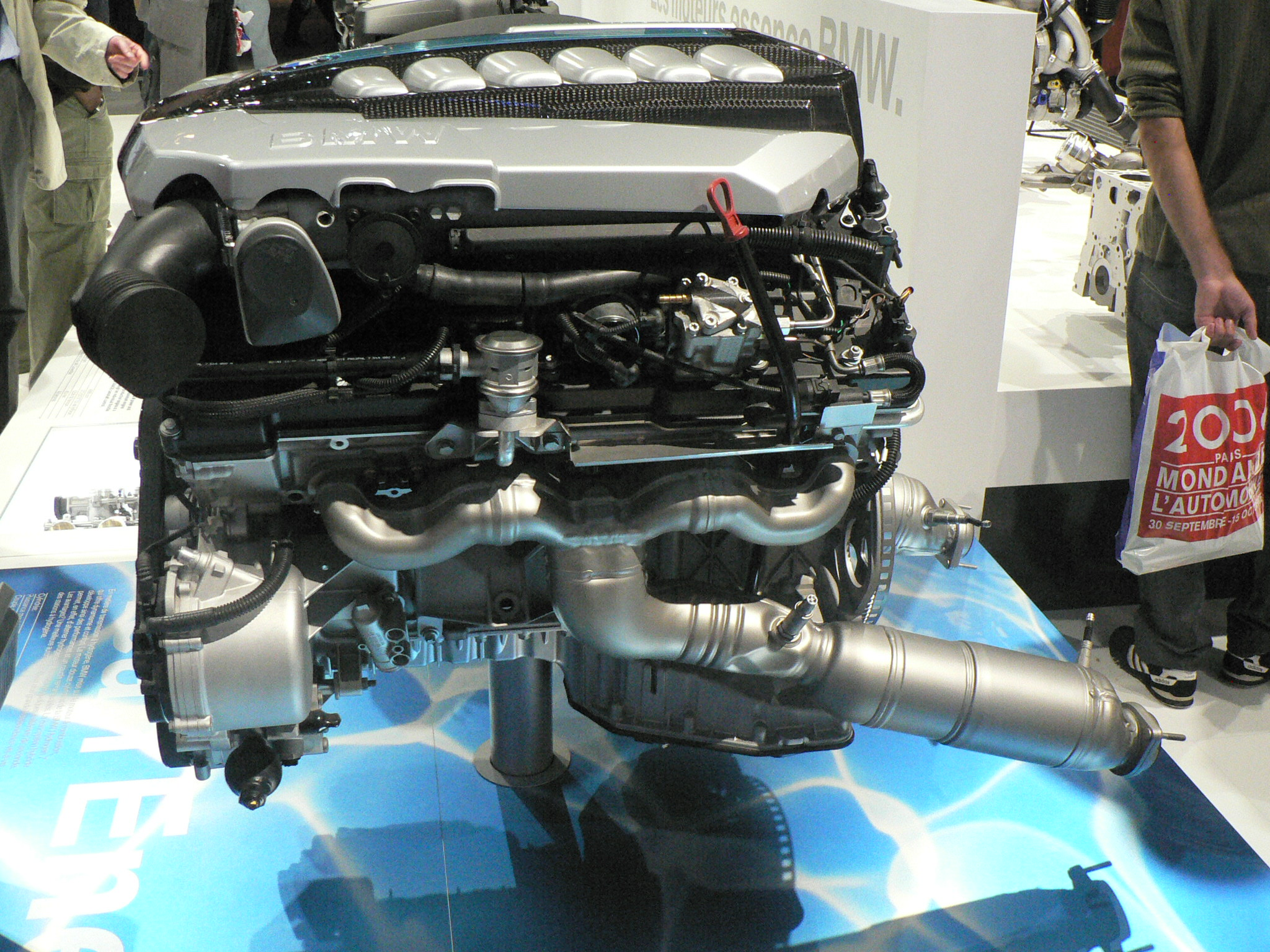
N73B60 Variante mit Wasserstoffantrieb, ausgestellt auf der Mondial de l’Automobile 2006

## Trivia
Das Fahrzeug mit der V16-Variante hatte einen bekannten Filmauftritt im Film "Johnny English - jetzt erst recht". Weiterhin wurde im Automagazin Top Gear das Fahrzeug mit geöffneter Motorhaube gezeigt, bei einem Gastauftritt von dem Schauspieler Rowan Atkinson der das Fahrzeug im Film "Johnny English - jetzt erst recht" in seiner Rolle als Jonny English fuhr.